# Vaidotas Blažiejus Abraitis
Vaidotas Blažiejus Abraitis (* 18. Oktober 1942 in Kaunas; † 22. Oktober 2015 in Vilnius) war ein litauischer Radioelektroniker, Politiker und Minister.

## Leben
1964 absolvierte er ein Diplomstudium des Radioingenieurwesens und danach promovierte er am Kauno politechnikos institutas. 1988 habilitierte er und wurde 1991 Professor. Von 1964 bis 1994 arbeitete er am Forschungsinstitut für Mikroelektronik „Venta“. Von 1994 bis 1997 amtierte er als litauischer Minister für Kommunikationen und Informatik im Kabinett Stankevičius, danach als Vizeminister. Von 1997 bis 2002 war er als Analytiker bei AB „Vilniaus bankas“ tätig, anschließend bis 2003 leitete er die Investitionsabteilung bei AB „Lietuvos geležinkeliai“.

## Werke
- Didelės greitaveikos mikroprocesoriai (su kt., 1986 m., Russisch)
- Ėsdinimo žemo slėgio plazmoje anizotropija (su kt., 1993)
- Miniatiūrinė šaldymo mašina (su kt., 1996, Englisch)
- Informatikos vystymasis Lietuvoje (1996, Englisch)